# 魔法使的約定
《魔法使的約定》（日语：魔法使いの約束）是日本遊戲廠商Coly所開發的一款手機遊戲，遊戲類型為女性向模擬育成，玩家可以在眾多男性角色中進行卡池抽選及培養。遊戲劇情由都志見文太執筆編寫，和磨子乎負責世界觀監修。2019年11月26日起正式在iOS、Android手遊平台上開始營運。
2020年4月起改編漫畫於月刊《Comic Zero-Sum》開始連載，由篠野目唄負責作畫，2023年12月畫者表示繼續繪畫困難而辭職，改由仲村柴太郎擔任畫師。2024年4月起仍於相同漫畫雜誌上進行連載。
2024年4月24日，宣佈將改編為電視動畫，由Liden Films擔任動畫製作，2025年1月至3月播放。

## 登場人物

### 主要角色
真木晶（聲：（電視動畫）花守由美里，演：新正俊（第1章 - 第3章）、大森夏向（祝祭1））
漫畫與舞台劇皆為男性，動畫為女性。男主人公的第一人稱為「俺」，女主人公為「我」。無論性別選擇，發言內容均無差異。
喜歡貓咪，因探訪養貓的熟人家而搭上電梯，卻被召喚至魔法使的世界。作為賢者，肩負引導魔法使們對抗巨大災厄、拯救世界的使命。目標是和魔法使們成為朋友，建立互信關係。為人溫柔。
第2部從思諾與懷特那得到貓型魔法生物薩克里菲奇烏姆，暱稱「小薩克」。作為替身的守護者，陪伴並保護。

#### 中央之國
奧茲（聲：近藤隆，演：丘山晴己（第1章 - 音樂祭2）、伊勢大貴（前篇））
身高185cm，生日4月27日，年齡約2000歲。
魔法咒語：「沃克思諾庫」，魔法道具權杖，專長破壞系魔法。紋章在左側鎖骨下方。
因「巨大災厄」的影響，若在夜晚使用魔法，他會陷入沉睡，但能使用較弱的魔法。
作為純正的北方魔法使，為了改變思諾和懷特的預言（亞瑟成為賢者的魔法使，並在巨大災厄中戰死變成石頭），讓自己代替亞瑟被召喚成為中央魔法使。與賢者討論後，決定將亞瑟將死之事告知費加洛、浮士德、夏洛克一同協助亞瑟。本身沉默寡言，對大多數事物都不為所動，長久以來被視為世界上最強大的魔法使而令人畏懼。再與利凱相處後，漸漸會表達，有時講大家聽不懂的話，則由亞瑟協助解釋。曾收養被棄於雪山的亞瑟並將其養大，被年幼的亞瑟搞得有些手足無措，從中喚醒了某種父性本能，因此對年輕的魔法使會展現出關懷之心，尤其是對亞瑟更是顯露出過度保護的一面。與思諾和懷特是師徒關係，與費加洛是師兄弟，曾經攜手征服世界。但在斯諾與懷特自相殘殺，導致懷特死去後，這讓他感到空虛，並中止了征服世界的計畫。於第2部結尾被諾瓦和人造魔法使夜晚突襲，導致重傷。
亞瑟（聲：田丸篤志，演：北川尚彌）
身高172cm，生日3月9日，年齡17歲。
魔法咒語：「帕魯諾克坦·尼庫思吉歐」，魔法道具為奧茲給予的魔導書，專長記憶力。魔法紋章在右手背。
性格和善的中央之國的王子，為了填補人類與魔法使之間的深深鴻溝，他不懈努力，希望創造人和魔法使一起能生活的和平的世界。曾被奧茲撿回並養育，打從心底深處敬慕奧茲。並告知奧茲，在世界與奧茲之間會選擇奧茲。自凱因擔任騎士團長時便相識，稱其為「兄長般的存在」，兩人如朋友般親密，至今仍維持主從關係。計劃重新任命因「身為魔法使」而被解除騎士團長職務的凱因，讓他重返騎士團長之位。思諾和懷特的預言不會出錯，最終亞瑟被新賢者召喚。私下告知凱因覺得自己時日不多。在他國偶爾會用「亞提」的身份行動。
凱因（聲：神原大地，演：岩城直彌）
身高179cm，生日8月6日，年齡22歲。
魔法咒語：「古拉帝亞思·普羅賽拉」，魔法道具劍，專長劍術。紋章在右前臂外側。
受「巨大災厄」影響，他無法在觸碰前看見對方，歐文除外。
中央之國的原騎士團長。性格開朗隨和，平易近人，能與任何人相處融洽，坦率且很會照顧人。擅長劍技，就算沒使用魔法也很強，不擅長敬語和面對蛇。因隱瞞自己是魔法使，身份暴露，被剝奪騎士團長稱號並遭解職，即便被解職，騎士團員仍對他懷有尊敬與仰慕。同時被歐文奪走左眼，並被植入歐文的眼珠，成為後天性異色瞳，用前髮遮蓋這只眼睛。於1.5部因拋下巨大災厄傷的歐文，被克爾柏洛斯咬成重傷。第2部成為賢者中央之國的日誌員，並告知中央之國他不能背叛歐文，徵求讓巨大災厄傷的歐文同行至西之國。
利凱（聲：永野由祐，演：新谷聖司）
身高165cm，生日10月2日，年齡16歲。
魔法咒語：「桑雷蒂亞·艾迪夫」，魔法道具提燈，專長領導力。紋章在額頭。
在中央之國邊境教團中作為神之使徒長大的魔法使。性格坦率，即使面對奧茲也能毫不畏懼地相處。他有些不諳世事，說話直言不諱。他對首次為他提供溫暖食物的尼洛十分依賴。米契爾是他第一個朋友，與米契爾一同向路契爾學習讀寫。

#### 北之國
思諾（聲：鈴木千尋，演：奥田夢葉（第1章 - 祝祭2）、陣慶昭（練習曲1））
身高135cm，生日5月29日，年齡不明。
魔法咒語：「諾思寇姆尼亞」，魔法道具人偶，專長預言。紋章在脖頸右側。
受「巨大災厄」影響，夜晚會被困在畫中。
雙胞胎魔法使之一，為哥哥。在賢者魔法使中屬最年長者。外表像幼童，但已活了2000年以上，能透過魔法變成大人模樣。深思熟慮、學識淵博且氣度不凡，但喜歡捉弄人，略帶頑皮。在不知他真實年齡的人類面前，他會裝出孩子般的舉止。對「孤獨」產生異常憧憬，渴望與懷特分離。一時失手殺死了懷特。為留住死去的懷特靈魂，使用禁術將其魂魄繫住，因此魔力降至原本的半分以下。
懷特（聲：寺島拓篤，演：田口司）
身高135cm，生日5月29日，年齡不明。
魔法咒語：「諾思寇姆尼亞」，魔法道具人偶，專長預言。紋章在脖頸左側。
受「巨大災厄」影響，夜晚會被困在畫中。
雙胞胎魔法使之一。與思諾感情甚篤，默契十足。外表像幼童，但能透過魔法變成大人模樣。現為幽靈。雙胞胎頸部的賢者魔法使紋章一分為二，二人共享一個完整紋章。
密斯拉（聲：高橋廣樹，演：鮎川太陽）
身高187cm，生日2月8日，年齡約1500歲。
魔法咒語：「阿魯希姆」，魔法道具水晶骷髏，專長操控屍體。紋章在腹部左側。
受「巨大災厄」影響，患有失眠症，常顯得睏倦且不悅。但賢者的引導之力能讓他入睡，因此任務後他常強行帶賢者回房。
魔力僅次於奧茲，為第二強者。渴望有朝一日擊敗奧茲，成為最強魔法使。他是散發濕潤魅力的美青年。說話語氣鄭重，乍看像紳士，但內在極為野性。行事難以預測，帶有危險氣息。和大魔女契蕾塔是舊識，既是母親的代理人也是師傅。曾約定保護她的兒子路契爾、米契爾。他的魔法道具水晶骷髏是與契蕾塔交換承諾時獲得。擅長空間移動，能用「空間之門」瞬間抵達目的地。
歐文（聲：淺沼晉太郎，演：神永圭佑）
身高178cm，生日11月1日，年齡約1200歲。
魔法咒語：「庫雷·梅米尼」、「庫阿雷·莫里托」，魔法道具皮箱，專長和動物交談。紋章在舌面。
受「巨大災厄」影響，會變成像孩子般崇拜騎士的天真黏人性格。但恢復本性後，他不記得發生的事，目前僅賢者、凱因、希斯克里夫、西諾及雙胞胎知情。
重度甜食愛好者，毒舌且愛諷刺，喜歡他人的恐懼與惡意，擅長操縱人心。愛狗派，沒有幼時記憶，不知自己出生何處、從何而來。因懷特死去而被召喚為新的賢者魔法使，因此對北方魔法使有五人感到不滿。從人的思念中汲取力量轉化為魔力。皮箱封印著地獄看門犬克爾柏洛斯，戰鬥時開啟皮箱驅使牠攻擊敵人。他將靈魂（心臟）藏於他處，能無數次死亡與復活，但仍有痛覺，每次死亡都得承受痛苦。他能與狼等野獸對話，過去曾是獵狼官。1.5部差點造成凱因死亡。第2部因為巨大災厄傷的關係，與中央之國四人的關係拉近。
布拉德利（Bradley，聲：日野聰，演：中村太郎）
身高182cm，生日12月13日，年齡約600歲。
魔法咒語：「阿多諾波丹思姆」，魔法道具長槍，專長幹架。紋章在腰右側。
受「巨大災厄」影響，打噴嚏時會被傳送到某處。
在北方國家率領盜賊團的魔法使，性格狂野陽剛且照顧人。愛吃尼洛做的美食，與尼洛是老搭檔，但尼洛幼時曾被他帶去參與可疑交易作陪酒。前賢者曾記載他「可用食物略為收買」，尤其喜歡炸雞。百年前，雨之城發生無差別屠殺平民事件，人類對魔法使產生負面情感，為調和矛盾，他被思諾、懷特、費加洛的討伐隊拘捕，成為囚犯。擅長強化魔法與領導群體，能搞亂戰局。1.5部使用最高階強化魔法時，將長槍變為短槍，射擊強化對象尼洛。第2部成為賢者北之國的日誌員，並多次鼓勵賢者。在思諾、懷特談話中試探，意外得知浮士德與費加洛的關係，於結尾要尼洛在打完巨大災厄後，跟他一起殺了思諾、懷特、費加洛。

#### 東之國
浮士德（聲：伊東健人，演：矢田悠祐）
身高174cm，生日1月13日，年齡約400歲。
魔法咒語：「薩蒂魯庫納托·穆魯庫利德」，魔法道具鏡子，專長咒術。紋章在左肩後側。
受「巨大災厄」影響，做的夢會溢出，因此從不在人前睡覺。
在東之國經營詛咒屋的魔法使。性格陰鬱，自他皆認的「宅男」，喜歡貓咪等可愛事物，與賢者是貓咪愛好者仲間。費加洛是他的師傅，他是唯一從費加洛那得知其壽命秘密的魔法使。原本生活在中央之國建國前的地區，與雷諾克斯等人一起為實現魔法使與人類共存的社會發起革命。然而，他被初代國王背叛，直到被點火處決的那一刻仍相信人類。此後他開始憎恨人類，隱居於東之國的暴風谷。在東之國他擔任教師，教學風格嚴格而認真。在緊急情況下能展現壓倒性的領導力。不承認自己是傳說中的聖浮士德。第2部成為賢者東之國的日誌員，與費加洛解開心結，再次成為師徒。並於結尾告知東之國成員他的真實身份。
西諾（聲：岡本信彦，演：田村升吾）
身高168cm，生日4月14日，年齡17歲。
魔法咒語：「馬扎·蘇迪帕思」，魔法道具大鐮刀，專長製作陷阱。紋章在右肩。
夏伍德森林中活躍的森林守護者，作為孤兒，他無姓氏，必要時以夏伍德森林命名，稱為夏伍德。是布蘭切特家族的小僕人，在年輕魔法使中魔力僅次於亞瑟，位居第二。看似不擅交際，但對希斯克里夫的愛是真摯的。喜歡希斯克里夫母親做的檸檬派。為了讓缺乏自信的希斯克里夫挺胸抬頭，他希望作為隨從的自己早日立功。他的目標是讓無意成為將軍的希斯克里夫當上將軍，也常向賢者詢問是否有能快速獲得名聲與評價的任務。
希斯克里夫（聲：河本啓佑，演：加藤大悟（第1章 - 音樂祭1）、内藤光佑（練習曲2））
身高176cm，生日6月29日，年齡18歲。
魔法咒語：「雷普塞拜布魯普・思諾思」，魔法道具懷錶，專長發明。紋章在腰左后侧。
受「巨大災厄」影響，強烈恐懼時會變成黑豹，會失控暴走，且期間無記憶。只有能與動物對話的歐文能應對。目前僅賢者、凱因、歐文、東之國成員知道，但本人還不知道。
東之國布蘭切特貴族家族的兒子，與西諾是幼時玩伴。繼承母親的端正容貌，是令人著迷的魔法使。性格內向，缺乏自信。但若受到單方面侮辱或極度憤怒時，會以嚴厲言行威懾對方。為西諾的大鐮刀魔法道具刻上精美雕飾。來到魔法舍後才從賢者的魔法使們學習正確的魔法使用方式。特別敬慕浮士德，是浮士德的第一位學生。1.5部與浮士德談話後下定決心，關鍵時刻會對西諾採取君主命令。
尼洛（聲：杉山紀彰，演：坪倉康晴）
身高178cm，生日9月8日，年齡約600歲。
魔法咒語：「阿多諾迪思·歐姆尼思」，魔法道具餐具，專長料理。紋章在左上臂。
在東之國首都雨之城經營餐館的魔法使。以不對料理使用魔法為原則。憑藉廚藝在魔法舍擔任伙食負責人。對料理興趣濃厚，甚至根據賢者世界的料理資訊嘗試製作。與浮士德是朋友，雖年紀較大，仍稱浮士德為「老師」。不擅與人親近，但心地善良，幫助有困難的人。對周圍隱瞞自己出身北之國。曾是布拉德利盜賊團的搭檔，與他從那時結識，慣用盜賊團時期的暱稱「布拉德」稱呼布拉德利。第2部結尾回答布拉德利當年被捕時，為什麼自己離開不在。

#### 西之國
夏洛克（聲：立花慎之介，演：山田JAMES武）
身高180cm，生日10月14日，年齡約1500歲。
魔法咒語：「茵畢貝爾」，魔法道具煙斗，專長釀造酒。紋章在左胸。
受「巨大災厄」影響，心臟有時會燃燒起來。
在西方國家經營酒肆的魔法使，以優雅柔美的氣質與獨特的性感言行著稱。與姆魯自酒肆相識後成為好友，當姆魯的靈魂破碎時，夏洛克從頭開始對他進行情操教育。當姆魯試圖發明魔法科學兵器時，夏洛克多次試圖阻止，但最終未能成功，姆魯的發明導致當地衰敗。第2部結尾受巨大災厄傷所苦，燃燒心臟的火焰被諾瓦解決感到訝異。
姆魯（聲：仲村水希，演：橋本汰斗（第1章 - 祝祭1）、橋本真一（練習曲1））
身高177cm，生日2月11日，年齡約1500歲。
魔法咒語：「艾爾紐·蘭布魯」，魔法道具戒指，專長益智策略型遊戲。紋章在右手心。
對月亮癡迷的魔法使，原本是被譽為天才的學者，但因渴望接近月亮，靈魂破碎，性格變得野性，難以溝通。經夏洛克的情操教育後，他變得像隨性的貓咪。是魔法科學的發明先驅，因此被夏洛克怨恨，也是賢者最先遇到的魔法使。偶爾展現出原本的敏銳直覺，有時能助於解決問題。曾向思諾等人談及孤獨，成為思諾殺死懷特的間接原因。
庫羅耶（聲：天崎滉平，演：皆木一舞）
身高176cm，生日11月12日，年齡20歲。
魔法咒語：「蘇伊思碧希波·沃伊汀戈庫」，魔法道具裁縫箱，專長縫紉、裁縫。紋章在右胸。
熱愛製作服裝、擅長假死魔法的魔法使，為魔法舍的魔法使製作衣物。因身為魔法使而被父母與姊姊們欺凌，過去在裁縫為業的家中不受重視，幾乎未被分配工作。直到某日拉斯堤卡察覺他的魔法氣息，誤以為他是新娘，將他帶到外界。拉斯堤卡發現他並非新娘而釋放他，他仍決定跟隨拉斯堤卡旅行。性格穩重，常阻止迷糊的拉斯堤卡不分對象將人當新娘。第2部得知拉斯堤卡的悲傷過去，僅告知賢者。決心引導拉斯堤卡哭出來，使其恢復。
拉斯堤卡（聲：三浦勝之，演：森田桐矢）
身高178cm，生日3月19日，年齡約400歲。
魔法咒語：「阿莫雷思托·維耶思」，魔法道具鳥籠，專長樂器演奏、唱歌。紋章在脖頸喉部。
記性不好。追尋自己新娘的魔法使兼音樂家。只要感覺對方是新娘，不論老少男女種族，皆會將其變成小鳥關進鳥籠，雖追尋新娘，卻遺忘了與新娘相關的記憶。只要魔力比他弱，他都能將對方收入鳥籠，每次都被庫羅耶阻止。性格悠閒，紳士且隨性，擅長彈奏古鍵琴，也精通各種樂器。他對任何人都不畏懼，態度溫文有禮，有時讓歐文演唱他創作的歌曲，或教導奧茲音樂。出身西方費爾奇貴族家族，在西之國以悲劇貴公子聞名。曾遇見靈魂未破碎前的姆魯。1.5部單挑西魔女人偶，並與庫羅耶約定。第2部成為賢者西之國的日誌員，被諾瓦強行帶走。由於太悲傷導致魔力暴走，讓身體某部分變成羽毛。

#### 南之国
費加洛（聲：森川智之，演：和合真一）
身高183cm，生日6月5日，年齡超過2000歲。
魔法咒語：「波希迪歐」，魔法道具寶珠，專長交流溝通。紋章在右肋。
出身北方，是思諾與懷特的弟子，奧茲的師兄，曾經一同征服世界。自稱32歲的溫柔帥氣、弱小的大哥哥，性格外向飄逸，但有時不太會察言觀色。在南之國經營診所的醫師魔法使。是浮士德的師傅，得知浮士德參與人類革命後熱情冷卻，放手讓他獨立，至今浮士德對他態度冷淡。他與雷諾克斯自那時相識。自知死期將近，僅對浮士德透露自己可能不久於人世。愛喝酒，正努力戒酒。學識淵博且好學，會隨時代更新知識。第2部成為賢者南之國的日誌員，魔力一度無法使用。從艾薩克口中得知尼洛過去的身份。與浮士德解開心結，並開導躲避亞瑟的奧茲。
雷諾克斯（聲：帆世雄一，演：白柏壽大）
身高190cm，生日5月16日，年齡約400歲。
魔法咒語：「佛賽特歐·梅尤瓦」，魔法道具鑰匙，專長格鬥技。紋章在脖頸後左側。
在南之國養羊的魔法使，比浮士德稍年長。沉默寡言，反應稍慢，但心地善良、正直誠實。出生於中央之國，曾是礦工，革命後為尋找浮士德四處流浪，後在南之國被費加洛邀請成為牧羊人。革命軍時期，他衷心敬慕浮士德，革命後花數世紀走遍世界尋找失蹤的他。被召喚為賢者魔法使後，與浮士德重逢。起初浮士德冷淡以「認錯人」拒絕，但雷諾克斯耐心接近，最終讓浮士德軟化。偏好肉搏，先出手再說是他的慣例。
路契爾（聲：土岐隼一，演：大海將一郎）
身高176cm，生日7月1日，年齡20歲。
魔法咒語：「歐魯多尼克·塞托瑪歐傑」，魔法道具羽毛筆，專長創作。紋章在右手腕內側。
在南之國當教師的魔法使，是米契爾的哥哥。他原本擁有強大魔力，但因難產險些喪命的米契爾而分出魔力，自身魔力減半。總是面帶微笑，溫和善良，言行穩重如兄長，偶爾展現出大魔女母親的影子，做出魯莽舉動。擅長騎掃帚高速飛行，也是超越費加洛的酒豪。是畫家，常創作帶有獨特畫風的繪本。第2部拒絕密斯拉提供的瑪那石。
米契爾（聲：村瀨步，演：今牧輝琉（第2章 - 第3章）、弦間哲心（祝祭1））
身高162cm，生日12月15日，年齡15歲。
魔法咒語：「歐魯多尼克,塞阿魯西思皮爾傑」，魔法道具藥瓶，專長藥物調配。紋章在左手腕內側。
擅長調製藥物的魔法使，是路契爾的弟弟。心地善良，目標是實現人類與魔法使互助的世界，對北方魔法使感到畏懼。有孩子氣。曾在大城市因魔法使身份被人類歧視，之後變得足不出戶。其魔法道具藥瓶是當時同學探訪時帶來裝滿點心的瓶子，平時用於採集藥草。是思諾與懷特預言「將滅絕所有南方魔法使」的孩子。因咒文冗長易咬舌而苦手，常對設計咒文的費加洛抱怨。第2部從密斯拉那得到瑪那石吃下，隔天魔力增強向大家展示。並開始使用母親契蕾塔的魔法咒語：「斯金提拉」。

### 次要角色
諾瓦（聲：野島健兒，演：井澤勇貴）
第1部的幕後黑手。欺騙並利用尼古拉斯施行「月之召喚術」，其目的與真實身份不明。將作為媒介的月之石藏於裘德身上，在歐文、布拉德利、尼洛、密斯拉的合作下被擊敗，通過空間之門沉入火山熔岩中，臨終前說道「早晚還會相遇吧」。第2部再次出現，並依照姆魯之前留下的設計，製造人造魔法使，與西之國王室的魔女扎拉合作，讓賢者的魔法使損傷慘重。於結尾突襲奧茲，火燒魔法舍，並偷走賢者召喚新魔法使的高腳杯。在賢者面前解決夏洛克巨大災厄的傷，疑似能使用賢者之力。
奧維修斯（聲：川原慶久，演：內藤大希）
魔法咒語：「沃羅・哈貝雷」。
第1.5部出現的重要角色。擅長操控人偶的魔法使。與塔莉亞有深厚的關係，在塔莉亞死後，奧維修斯被悲痛和絕望吞噬，一心想要復活她。他不惜使用禁術，在格蘭貝爾城召喚出「荊棘之城」，企圖以強大魔力扭轉死亡。然而，這場暴走最終被賢者和魔法使們聯手阻止。最後的對決中，奧茲親手打敗了奧維修斯，並使他化為純粹的魔力結晶 —— 瑪那石。奧維修斯並非真正的元兇，背後還有一個更大的陰謀者在操縱一切。

#### 中央之國
亞歷克（聲：齊藤壯馬）
中央之國的初代國王，浮士德的青梅竹馬與昔日摯友。與浮士德一同發動革命，推翻混亂政權，立志建立人類與魔法使共存的和平世界。隨著勢力壯大，受到側近挑撥，誤判形勢，最終下令處決浮士德等魔法使。晚年對此懊悔，留下描繪浮士德的畫作，期望重逢。
文森特（聲：安元洋貴，演：今拓哉）
中央之國的王弟，亞瑟的叔父。經常對亞瑟及其他魔法使惡言相向。迷戀魔法科學，與西之國勾結，試圖將賢者與賢者的魔法使賣給西之國。以算計心態逼迫賢者出賣魔法使弱點以換取與魔法使和解，試圖與賢者及賢者的魔法使建立關係。第2部因發現浮士德的真實身份，對魔法使的去留態度有所改變。
尼古拉斯（聲：增元拓也，演：佐佐木崇）
中央之國的前騎士團長，現為魔法科學兵團長。厭惡魔法使，對凱因尤為刻薄，威脅他離開城堡。
德拉蒙德（聲：櫻井透，演：平川和宏）
中央之國的魔法管理大臣。對魔法使抱有不信任感，在月蝕館失蹤的科克被賢者的魔法使救出後，改變了想法，暗中努力消除對魔法使的誤解與偏見。
科克羅賓（聲：野島裕史，演：星乃勇太）
中央之國的書記官。起初害怕魔法使，然而在月蝕館失蹤時，被賢者的魔法使救出後改變想法。與妻子一同造訪魔法舍，記錄他們的日常並向城內報告，致力讓城內的人們了解他們的真實面貌。
卡納里亞（聲：大原沙耶香）
科克的妻子，性格穩重。後在魔法舍擔任照顧工作。常向尼洛學習料理。
裘德（聲：近藤唯，演：坂口湧久）
居住在中央城鎮的少年。因將月之石藏於肚中，導致衰弱。後由費加洛移除月之石。
吟遊詩人（演：雷太）
是一位隱藏身份的魔法使，將奧茲視為精靈之王、魔法使之王。他曾為了梅薩的居民向奧茲求情，懇求再給一年期限，好讓他說服村民放棄處刑魔法使。然而，他最終遊說失敗，不僅被村民痛毆，連住處也被焚毀。這一切最終導致梅薩遭到奧茲毀滅。在中央之國的祝祭結束後，他再度與奧茲相遇。
碧安卡（聲演：熊谷彩春）
綁著三股辮，以家人為重心，是個認真、溫柔、喜歡花的中央魔女。400年前成為革命軍的一員，無法原諒人類的所作所為，被自己的詛咒吞噬。最終魔力耗盡被繩索繞頸處刑。
切里奧（演：鈴木壮麻）
負責保管聖浮士德教堂聖劍的祭司，曾與中央之國的魔法使舉行會議，但最終因無法達成共識而解散。之後，在中央之國與東之國聯合執行的特殊任務中，再次被利凱點醒。直到親眼見到亞瑟拔出聖劍的那一刻，他才意識到自己的錯誤決定可能影響世界走向，並最終同意讓亞瑟帶走聖劍。
奧雷奧林（聲：渡谷美帆，演：七木奏音）
第1.5部被奧維修斯殺害的中央之國魔女。金髮，配戴金黃色耳墜。最終人偶被當成祭品吸入荊棘牆壁。在浮士德的喊話與魔法下，沒有痛苦的離去。
滿身傷痕的金髮魔女（聲：渡谷美帆）
第1.5部化身為小鳥來找亞瑟，尋求幫助復仇殺害妹妹的奧維修斯，沒來得及治療已化成瑪那石。
盧奇諾（聲：三木一貴）
第2部實習新聞記者，對魔法使很感興趣。

#### 北之國
拜歐雷特（聲：八卷安奈，演：野本螢）
第1.5部被奧維修斯殺害的北之國魔女。紫色眼睛，配戴紫羅蘭色頸圈。最終人偶被當成祭品，遭古代魔物吞食。臨終前依舊保持北之國的尊嚴。
艾薩克（聲：藤井隼）
魔法咒語：「阿尼馬姆・貝克薩特」。
第2部的北之國魔法使，對知識與智慧有著極高的追求。發現費加洛無法使用魔法，原先要將其殺死。因把艾娃的徒弟蘇菲殺害，與艾娃發生衝突，最終死於布拉德利手下。
艾娃（聲：川上弘美 ）
魔法咒語：「奧拉雷吉烏斯」。
第2部長壽的北之國魔女，與布拉德利是舊識，討厭思諾與懷特。深愛弟子蘇菲，得知蘇菲遭艾薩克殺害，與其決鬥，敗於艾薩克的謊言。

#### 東之國
札夏（演：西山蓮都）
獻祭魔法使村莊裡的小孩。原本不相信魔法使，甚至砍傷了希斯克里夫。後來在魔法使的幫助下，他改變了想法，並約定日後前往布蘭切特的領地。
西安（聲：熊谷海麗，演：上杉柚葉）
第1.5部被奧維修斯殺害的東之國魔女。青灰色頭髮，配戴青藍色禮服手套。相信擁有幸運傘的自己不會遭到魔物攻擊，最終人偶被當成祭品，遭古代魔物吞食。
塔妮雅（聲：青山玲菜）
第2部的獵人，受昔日認識的商隊隊長所託，為了尋找失蹤的女兒而來到雨之街。原本以狩獵為生，長年居住於東之國邊境的「朱拉之森」，極少離開熟悉的森林。

#### 西之國
安東尼奧（演：岡幸二郎）
西之國國王的堂兄。擁有瑪那石採掘場的伯爵，也是豐之城天空離宮的管理者。四歲時曾與拉斯堤卡相識，但在60歲生日重逢時已不記得對方。幼年時對魔法使持好感，如今則支持魔法科學。
無家可歸的魔女（演：牧浦乙葵）
出身西之國泡沫之城的魔女，在天空離宮擔任傭人。僅能使用指尖點火的魔法而被逐出家門。睡在街頭，用指尖火焰取暖，獨自哼唱搖籃曲的模樣被庫羅耶記住。於賢者的魔法使引導下參與祝祭並追尋自己的幸福。
科林（演：チャンヘ）
數百年前，和雷諾克斯相遇，並告知他為了找回被候鳥抓走的青蛙朋友，用魔道具建造雨之庭園。數百年後的南之國練習曲中，由雷諾克斯拉下魔道具開關，結束雨之庭園。
塔莉亞（聲：近藤唯，演：綾凰華）
第1.5部出現的重要角色。西之國詛咒魔女，會用荊棘鞭打接近自己的人，害怕他人嘲笑、失望、對自己充滿好奇。希望自己成為荊棘古城，座落於月亮，吸引奧維修斯前來。
斯卡雷特（聲：熊谷海麗，演：西葉瑞希）
第1.5部被奧維修斯殺害的西之國魔女。紅色頭髮，配戴紅色小禮帽。最終人偶被當成祭品，遭城堡吸收。在拉斯堤卡的溫柔夢境魔法下，沒有痛苦的離去。
扎拉（聲：石井未紗）
西之國的現任女王，實為王女之一。因是魔法使，又是雙胞胎身份從小被藏起，長年嫉妒妹妹亞莉亞與拉斯堤卡的關係。為了奪取妹妹的身份與愛人，她將亞莉亞變成鳥。外表冷靜理智，實則內心扭曲而渴望愛。與諾瓦合作，意圖用最終兵器拯救拉斯堤卡，卻也不惜犧牲他人。
亞莉亞（聲：若井友希）
第2部扎拉的雙胞胎妹妹，性格膽小，是拉斯堤卡的未婚妻，王位繼承者。被扎拉詛咒變成小鳥，並且遺忘戀人、家人飛至遙遠的地方。若被解開魔法時仍有一絲對扎拉的憎恨，就會在戀人面前變成怪物。事後被拉斯堤卡找到，但變成怪物攻擊西之國村民，最終被拉斯堤卡親手殺死，導致拉斯堤卡崩潰。
吉爾（聲：田所陽向）
第2部西之國的將軍。忠於扎拉但內心保留正義感，熱愛愛情小說，行動常含隱情。
尤戈（聲：內野孝聰）
第2部吉爾的屬下，叮囑吉爾的言行舉止。
莉莉安娜（聲：阿保瑪麗亞）
第2部西之國真正的王女，被扎拉奪去身份變成鳥，失去了人類的形態和語言能力。
葛雷哥里（聲：宮城一貴）
第2部西之國的青年，深愛著莉莉安娜。被諾瓦變成了一隻鳥。
凱文（聲：伏見春香）
第2部西之國魔法使，曾夢想成為音樂家，但因缺乏自信。躲在西之國的王室植物園，告知庫羅耶關於拉斯堤卡的過去，曾陪伴拉斯堤卡尋找被詛咒的亞莉亞。
席爾維斯（聲：中井美琴）
第2部的西之國魔法使，夏洛克好友，平時在店內外表為老爺爺。遭遇人造魔法使攻擊，意外被北之國魔法使所救。

#### 南之國
比里吉安（聲：八卷安奈，演：今泉和歌子）
第1.5部被奧維修斯殺害的南之國魔女。綠色眼睛，配戴綠碧色胸針。會溫和的提醒魔法使小心。最終人偶被當成祭品，遭古代魔物吞食。
莫里斯（聲：藪村拓哉）
契蕾塔的人類丈夫，路契爾與米契爾的父親。

## 出版書籍

### 漫畫
| 冊數 | 一迅社         | 一迅社                 | 東立出版社    | 東立出版社             |
| 冊數 | 發售日期       | ISBN                   | 發售日期      | ISBN                   |
| ---- | -------------- | ---------------------- | ------------- | ---------------------- |
| 1    | 2021年1月25日  | ISBN 978-4-758-03578-1 | 2021年12月9日 | ISBN 978-957-26-7528-1 |
| 2    | 2021年11月25日 | ISBN 978-4-758-03674-0 | 2023年12月8日 | ISBN 978-626-347-200-6 |
| 3    | 2024年4月30日  | ISBN 978-4-758-08501-4 | 2025年2月24日 | ISBN 978-626-02-3483-6 |

## 電視動畫

### 製作人員
- 原作：Coly
- 導演：龍輪直征
- 系列構成：樋口七海
- 角色設計：長友望己
- 攝影監督：山越康司
- 音樂：片山修志
- 動畫製作：Liden Films

### 主題曲
片頭曲Year N
主唱：Mili，作詞：Cassie Wei，作曲：Yamato Kasai、Cassie Wei，編曲：Yamato Kasai。
片尾曲僕らは愛に恋して生きる
主唱：Lip×Lip，作詞、作曲、編曲：HoneyWorks。

### 各話列表
| 話數   | 標題                   | 分鏡     | 演出     | 作畫監督                                                                                   | 總作畫監督                                                                                 | 首播日期      |
| ------ | ---------------------- | -------- | -------- | ------------------------------------------------------------------------------------------ | ------------------------------------------------------------------------------------------ | ------------- |
| 第1話  | 強風吹拂，貓兒騷動     | 龍輪直征 | 龍輪直征 | 松井瑠生 柑原豆真 佐野陽子 鞠野黃英 大橋美典                                               | 長友望己 川口千里                                                                          | 2025年 1月6日 |
| 第2話  | 對抗殘酷月亮的人們     | 龍輪直征 | 長岡義孝 | 河野景子 大河内忍 池田志乃 川口千里 志賀道憲 大橋美典                                      | 川口千里 松岡謙治 古谷梨繪 長友望己 大橋美典                                               | 1月13日       |
| 第3話  | 懷抱真心製作早餐       | 川畑喬   | 高田美里 | 中村岳志 小田原宏太 志賀道憲 森田實 光之園動畫                                             | 長友望己 小澤圓 川口千里 大橋美典                                                          | 1月20日       |
| 第4話  | 未知和恐懼和共榮       | 吉岡忍   | 吉田俊司 | 大橋美典 若山政志                                                                          | 大橋美典 長友望己                                                                          | 1月27日       |
| 第5話  | 和隨心所欲的魔法使聯誼 | 關野關十 | 關野關十 | 明光 今里佳子 松本綠 森悦史 mika 吉武初火                                                  | 浦島美紀 露木愛里 吉武初火 橋本純一 長友望己 大橋美典                                      | 2月3日        |
| 第6話  | 純潔的你能做的事       | 川畑喬   | 茉田哲明 | 松井瑠生 細田沙織 木下裕孝 大河內忍 片田敬信 池田志乃 光之園動畫                           | 川口千里 大橋美典 長友望己                                                                 | 2月10日       |
| 第7話  | 不請自來的酒宴客人     | 樋田香里 | 長岡義孝 | 高田浩美 松本綠 渡邊浩二 大橋美典 池田志乃 清水勝祐                                        | 小梶慎也 吉武初火 露木愛里 伊藤大翼 佐野陽子 橋本淳稔 長友望己 大橋美典                    | 2月17日       |
| 第8話  | 扭曲變形的奇蹟碎片     | 湯川学   | 山本隆太 | 小澤圓 三橋妙子 志賀道憲 福岡優 森悦史 Khiev Sothina 明光                                  | 長友望己 小澤圓 大橋美典                                                                   | 2月24日       |
| 第9話  | 薄冰之上憂傷起舞       | 秋山朋子 | 吉田俊司 | 奥野倫史 太田宣貴 池田志乃 松本綠 明光                                                     | 川口千里 長友望己 大橋美典 吉武                                                            | 3月3日        |
| 第10話 | 獨自一人也能前行       | migmi    | 飯村正之 | 江崎稔 Triple A 半扇門                                                                     | 浦島美紀 露木愛里 小野田貴之 長友望己 大橋美典 吉武                                        | 3月10日       |
| 第11話 | 預兆之鳥甦醒           | 關野關十 | 長岡義孝 | 德田夢之介 小澤圓 三橋妙子 松本綠 福岡優 川岸隆太 内野明雄 山口光紀 森悦史 前原薰 木下裕孝 | 古谷梨繪 大貫希 吉武 浦島美紀 橋本淳稔 福岡優 丹羽彩乃 大橋美典 川口千里 長友望己 早乙女啓 | 3月17日       |
| 第12話 | 祝福你的世界           | 茉田哲明 | 茉田哲明 | 德田夢之介 池田志乃 迫江沙羅 松本綠 松原一之 三橋妙子 小澤圓 川岸隆太 LIKAI STUDIO 明光    | 長友望己 大橋美典 橋本純一 浦島美紀 丹羽彩乃 佐野陽子 川口千里                             | 3月24日       |

### 播映平台
| 播放日期             | 播放時間（UTC+9）   | 播放電視台 | 播放地區   | 備註  |
| -------------------- | ------------------- | ---------- | ---------- | ----- |
| 2025年1月6日—3月24日 | 星期一 22:00－22:30 | Tokyo MX   | 東京都     |       |
| 2025年1月7日—3月25日 | 星期二 23:30－00:00 | BS-TBS     | 日本全域   | [ a ] |
| 2025年1月8日—3月26日 | 星期三 3:30－4:00   | 每日放送   | 近畿廣域區 |       |

### BD
| 卷數  | 發售日期      | 收錄話數      | 規格編號  |
| ----- | ------------- | ------------- | --------- |
| 第1卷 | 2025年4月23日 | 第1話－第4話  | SHBR-0759 |
| 第2卷 | 2025年5月28日 | 第5話－第8話  | SHBR-0760 |
| 第3卷 | 2025年6月25日 | 第9話－第12話 | SHBR-0761 |

## 舞台劇
2021年2月宣布舞台化，同年5月起將原作遊戲的主線故事第一部分成三章上演。
2023年將活動故事「祝祭系列」的五個故事分為兩部上演。
2024年上演活動故事「練習曲系列」及「管弦樂音樂祭」。
2025年上演主線故事第1.5部分成前後篇上演。

### 製作團隊
- 原作 - 「魔法使的約定」
- 劇本・作詞 - 淺井沙也香
- 演出 - ほさかよう
- 音樂 - 坂部剛
- 編舞 - 本山新之助

### 舞台劇公演
舞台『魔法使的約定』第1章
2021年5月14日 - 5月30日：東京都・天王洲 銀河劇場
舞台『魔法使的約定』第2章
2021年11月5日 - 11月21日：東京都・天王洲 銀河劇場
舞台『魔法使的約定』第3章
2022年4月29日 - 5月8日：東京都・天王洲 銀河劇場。
2022年5月13日 - 5月15日：愛知県・アイプラザ豊橋
2022年5月20日 - 5月22日：京都府・京都劇場
舞台『魔法使的約定』祝祭系列(祝祭シリーズ) Part1
2023年2月17日 - 3月5日：東京都・天王洲 銀河劇場。
舞台『魔法使的約定』祝祭系列(祝祭シリーズ) Part2
2023年7月8日 - 23日：東京都・天王洲 銀河劇場
舞台『魔法使的約定』練習曲系列(エチュードシリーズ) Part1
2024年6月1日 - 9日：東京都・天王洲 銀河劇場
2024年6月15日 - 23日：大阪府・SkyシアターMBS
舞台『魔法使的約定』管弦樂音樂祭(オーケストラ音楽祭)〜main story〜
2024年6月28日 - 30日：東京都・TACHIKAWA STAGE GARDEN
舞台『魔法使的約定』練習曲系列(エチュードシリーズ) Part2
2024年11月30日 - 12月8日：東京都・天王洲 銀河劇場
2024年12月14日 - 22日：大阪府・SkyシアターMBS
舞台『魔法使的約定』管弦樂音樂祭(オーケストラ音楽祭)〜series collection〜
2024年12月27日 - 29日：東京都・TACHIKAWA STAGE GARDEN
舞台『魔法使的約定』給你花朵，向天空施展魔法（きみに花を、空に魔法を）前編
2025年9月6日 - 9月23日：東京都・天王洲 銀河劇場
2025年9月28日 - 10月5日：大阪府・東京建物 Brillia HALL 箕面 大ホール

### BD&DVD
| 卷數          | 發售日期       | BD規格編號 | DVD規格編號 |
| ------------- | -------------- | ---------- | ----------- |
| 第1章         | 2021年10月15日 | NPBD-2102  | NPDV-2108   |
| 第2章         | 2022年4月15日  | NPBD-2201  | NPDV-2201   |
| 第3章         | 2022年11月24日 | NPBD-2203  | NPDV-2204   |
| 祝祭系列1     | 2023年9月29日  | NPBD-2303  | NPDV-2303   |
| 祝祭系列2     | 2024年1月26日  | NPBD-2401  | NPDV-2401   |
| 練習曲系列1   | 2025年1月29日  | NPBD-2501  | 無          |
| 練習曲系列2   | 2025年7月25日  | NPBD-2504  | 無          |
| 管弦樂音樂祭1 | 2025年8月23日  | NPBD-2502  | 無          |
| 管弦樂音樂祭2 | 2025年8月23日  | NPBD-2502  | 無          |

## 外部連結
- 遊戲官方網站（日語）
- 漫畫官方網站（日語）
- 動畫官方網站（日語）
- 魔法使的約定的X（前Twitter）（日語）
- 舞台劇官方網站（日語）
- 舞台劇官方的X（前Twitter）（日語）